# Sępnik pstrogłowy
Sępnik pstrogłowy (Cathartes burrovianus) – gatunek dużego ptaka z rodziny kondorowatych (Cathartidae), występujący od Meksyku przez Amerykę Centralną po Amerykę Południową. Nie jest zagrożony.

## Systematyka
Takson po raz pierwszy opisany przez Cassina w 1845 roku. Jako lokalizację holotypu autor wskazał okolice Veracruz w Meksyku. Nazwa rodzajowa Cathartes pochodzi od słowa kathariz (ōκαθαριζω), dopełniacz kathartēs (καθαρτης) oznaczającego w języku greckim czyściciela, oczyszczanie, czyszczenie. Nazwa gatunkowa upamiętnia Marmaduke’a Burrougha, amerykańskiego lekarza i przyrodnika. Takson siostrzany z C. melambrotus. Wyróżniono dwa podgatunki różniące się tylko wielkością.

## Występowanie
Sępnik pstrogłowy zamieszkuje w zależności od podgatunku:
- C. burrovianus burrovianus – południowo-wschodni Meksyk do środkowej Kolumbii i północno-zachodniej Wenezueli,
- C. burrovianus urubutinga – południowo-wschodnia Kolumbia do Gujany na południe do północno-wschodniej Argentyny i Urugwaju.

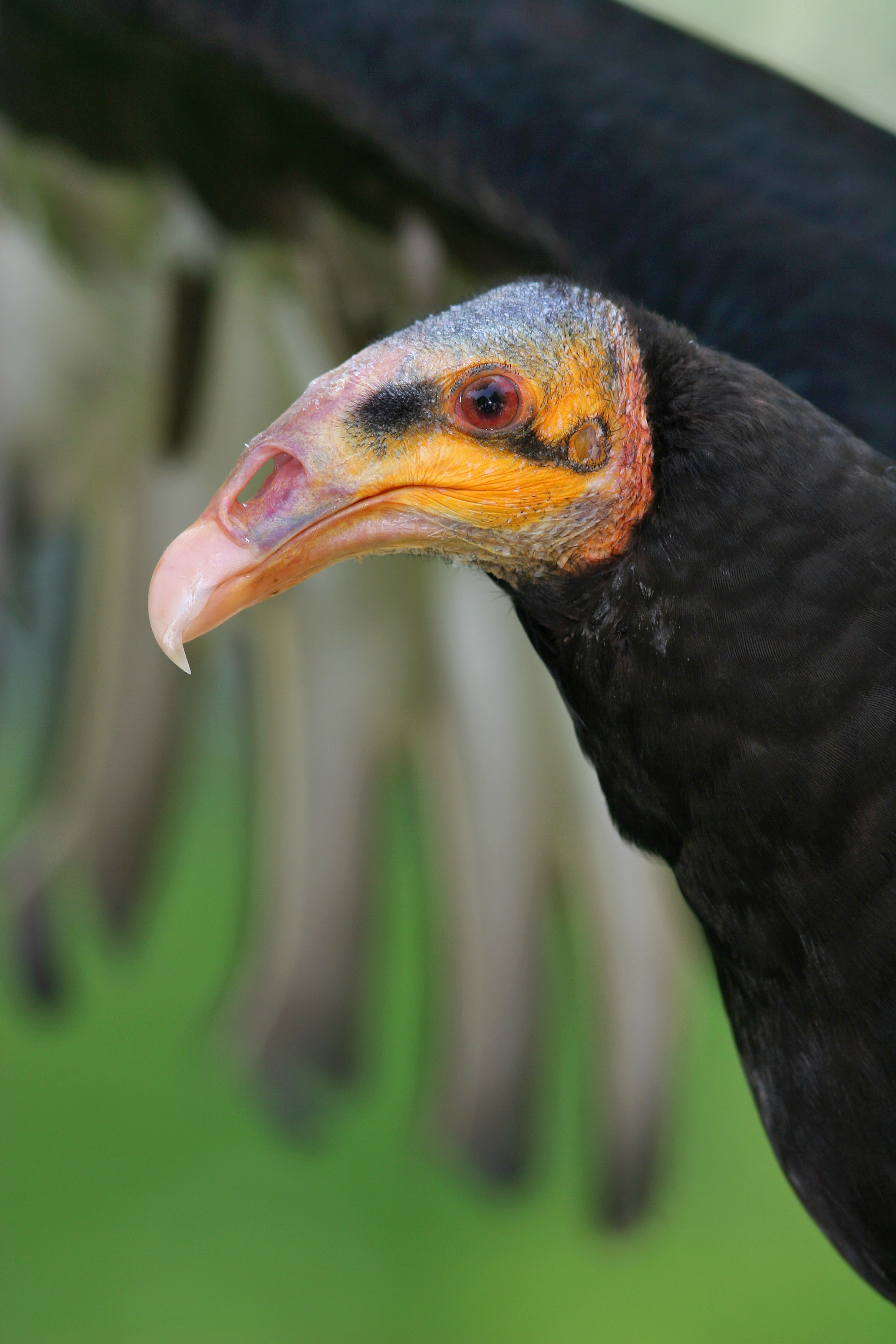
Głowa sępnika pstrogłowego

## Morfologia
Długość ciała 53–66 cm, masa ciała 950–1550 g, rozpiętość skrzydeł 150–165 cm. Stosunkowo niewielki, nadrzewny kondor o czarnym upierzeniu. Naga skóra na głowie i szyi o zmiennej barwie. U niedojrzałych ptaków upierzenie bardziej brązowe.

## Ekologia
Zamieszkuje głównie łąki, sawanny i llanos. Żywi się padliną małych zwierząt, włącznie z rybami, choć raz zaobserwowano go również na padlinie delfinka długoszczękiego. Bardzo mało informacji na temat rozrodu i wychowania młodych. Gniazdo znajduje się w otworach dużych drzew. Samica składa 2 jaja. Pisklęta mają dużo puchu i ciemne, nagie głowy.

## Status i ochrona
W Czerwonej księdze gatunków zagrożonych Międzynarodowej Unii Ochrony Przyrody został zaliczony do kategorii LC (najmniejszej troski). Stan populacji słabo poznany, ale wydaje się być stabilna i stosunkowo liczna. Brak danych na temat zagrożeń.